# Pascale Ogier
Pascale Ogier, nome d'arte di Pascale Marguerite Cécile Claude Colette Nicolas (Parigi, 26 ottobre 1958 – Parigi, 25 ottobre 1984), è stata un'attrice francese.

## Biografia
Figlia dell'attrice Bulle Ogier, con la quale scrisse e interpretò Le Pont du Nord di Jacques Rivette, per la sua interpretazione in Le notti della luna piena (Les nuits de la pleine lune) di Éric Rohmer, vinse la Coppa Volpi per la miglior attrice alla Mostra del cinema di Venezia e fu nominata al Premio César per la migliore attrice.
Morì per un infarto alla vigilia del suo ventiseiesimo compleanno. È sepolta al cimitero di Père-Lachaise di Parigi. Il cantautore Renaud le ha dedicato la canzone P'tite conne, mentre il regista Jim Jarmusch il film Daunbailò. Nel 1985 ha ricevuto una candidatura postuma al César come migliore attrice in Le notti della luna piena.

## Filmografia
- La vie comme ça, regia di Jean-Claude Brisseau (1978) - TV
- Il fuorilegge (Perceval le Gallois), regia di Éric Rohmer (1978)
- Catherine de Heilbronn, regia di Éric Rohmer (1980) - TV
- La storia vera della signora dalle camelie, regia di Mauro Bolognini (1981) - non accreditata
- Le Pont du Nord, regia di Jacques Rivette (1981) - anche co-sceneggiato
- Il est trop tard pour rien, regia di Pierre Novion (1982) - cortometraggio
- Signes extérieurs de richesse, regia di Jacques Monnet (1983)
- Ghost Dance, regia di Ken McMullen (1983)
- Le notti della luna piena (Les nuits de la pleine lune), regia di Éric Rohmer (1984) - anche scenografa e costumista
- Ave Maria, regia di Jacques Richard (1984)
- Rosette vend des roses, regia di Rosette (1985) - cortometraggio